# Veins
Veins è un singolo del rapper statunitense Lil Peep, pubblicato il 8 agosto 2015

## Tracce
1. Veins – 3:30